# Nưa trắng
Nưa trắng (danh pháp khoa học: Amorphophallus albus) là một loài thực vật có hoa trong họ Ráy (Araceae). Loài này được P.Y.Liu & J.F.Chen mô tả khoa học đầu tiên năm 1984.